# Borzolābād
Borzolābād (persiska: برزل آباد) är en ort i Iran.   Den ligger i provinsen Nordkhorasan, i den nordöstra delen av landet, 600 km öster om huvudstaden Teheran. Borzolābād ligger 1 134 meter över havet och antalet invånare är 601.
Terrängen runt Borzolābād är huvudsakligen platt, men norrut är den kuperad.Runt Borzolābād är det ganska glesbefolkat, med 38 invånare per kvadratkilometer. Närmaste större samhälle är Shīrvān, 19,0 km väster om Borzolābād. Trakten runt Borzolābād består till största delen av jordbruksmark.